# Сине-чёрные
Сине-чёрные (фин. Sinimustat) — финская праворадикальная военизированная организация 1930—1936 годов. Название получила по униформе членов. Возникла как аффилированная структура Движения Лапуа. С 1933 — молодёжное крыло партии Патриотическое народное движение. Стояла на позициях крайнего национализма, фенномании и антикоммунизма. Запрещена за участие в эстонском мятеже вапсов.

## От Лапуаского движения к IKL
Организация была создана зимой 1930/1931 по инициативе группы студентов — активистов праворадикального Лапуаского движения во главе с будущим философом Аулисом Ойайярви. Полностью разделяла лапуаскую идеологию правого популизма, национализма и антикоммунизма. Участвовала в акциях прямого действия.
В марте 1932 Движение Лапуа было запрещено за антиправительственный мятеж. Вскоре на его базе была создана партия Патриотическое народное движение (IKL). В январе 1933 Sinimustat конституировались как молодёжная организация IKL. Штаб-квартира переместилась из Лапуа в Хельсинки. Во главе Сине-чёрных стал лютеранский пастор Элиас Симойоки — харизматичный проповедник Великой Финляндии, один из основателей Карельского академического общества, участник гражданской войны и Олонецкой экспедиции.

## Идеологические основы
Идеология Сине-чёрных формировалась под влиянием Карельского академического общества. Важное место в ней занимали идеи Великой Финляндии, крайний национализм, фенномания, лютеранские общественные принципы. Другим источником была лапуаская традиция: жёсткий антикоммунизм, праворадикальный популизм, ориентация на методы прямого действия.
Членство в Sinimustat допускалось с 10-летнего возраста. С 17 лет юноши и девушки вступали в IKL и проходили военную подготовку в Охранном корпусе. В обязательном порядке изучались стихи Аарно Каримо, произведения Суло-Вейкко Пекколы, исторические исследования Йоосе Олави Ханнулы, военные мемуары Пааво Талвелы, биографии Бенито Муссолини и Хорста Весселя.
Униформа членов Sinimustat состояла из чёрной рубашки (цвет итальянского фашизма) и синего галстука (один из цветов испанского фалангизма). Гимном движения являлась песня Maamme (Наша страна). В качестве приветствия использовался римский салют.
Ядро организации составляли 5,5 тысяч юношей и девушек, принесших присягу Sinimustat. Точный учёт не вёлся, но в Сине-чёрных молодёжных мероприятиях участвовали десятки тысяч.

## Организация и активность
Сине-чёрные организовали несколько лагерей боевой и политической подготовки. Там проводилось военное обучение активистов, читались политические лекции, устраивались патриотические концерты.
Это вызывало озабоченность властей, опасавшихся повторения лапуаских акций. Тенденции такого рода проявлялись — в 1935 отмечалось несколько нападений на собрания социалистов, попытка сорвать День шведской культуры — но широкого масштаба не приобрели. В основном Сине-чёрные действовали в рамках законности. Деятельность сводилась к пропаганде, публичным собраниям (часто в заведениях ресторанной сети Musta Karhu) и демонстрациям, изданию печатного органа.
Sinimustat поддерживали связи с Гитлерюгендом и Молодыми фашистами.

## Мятеж в Эстонии и запрет в Финляндии
Сине-чёрные старались активно поддерживали эстонских ультраправых националистов-вапсов. Элиас Симойоки помог получить вид на жительство в Финляндии лидеру вапсов Артуру Сирку.
В декабре 1935 Sinimustat приняли участие в мятеже вапсов против правительства Константина Пятса. Однако мятеж был подавлен. Это привело к запрету Sinimustat в Финляндии, введённому 23 января 1936. Симойоки получил предупреждения от властей.
После роспуска Sinimustat руководство IKL попыталась воссоздать партийную молодёжную организацию во главе с Симойоки на основе Карельского академического общества и Сине-чёрного актива.

## Политический ремейк
В 1993 году капитан дальнего плавания Матти Ярвихарью предпринял попытку воссоздать Патриотическое народное движение с молодёжной организацией под прежним названием Sinimustat.

Число сторонников организации по разным оценкам определяется от 500 до 5000 человек, которые время от времени проводят антироссийские демонстрации и нападают на иммигрантов, прежде всего чернокожих. Их лозунги – выход из ЕС, недопущение в страну «нежелательных иностранцев», патриотическая торговля (экспорт должен превышать импорт), патриотическое образование, основанное на христианских ценностях. На парламентских выборах 2007 г. «сине-черные» получили 821 голос (0,03%) и были удалены из реестра.